# Полинь
Поли́нь (фр. Pauligne) — коммуна во Франции, находится в регионе Лангедок — Руссильон. Департамент коммуны — Од. Входит в состав кантона Лиму. Округ коммуны — Лиму.
Код INSEE коммуны — 11274.

## Население
Население коммуны на 2008 год составляло 329 человек.
| 1962 | 1968 | 1975 | 1982 | 1990 | 1999 | 2008 |
| ---- | ---- | ---- | ---- | ---- | ---- | ---- |
| 326  | 328  | 275  | 270  | 314  | 297  | 329  |

## Экономика
В 2007 году среди 207 человек в трудоспособном возрасте (15—64 лет) 157 были экономически активными, 50 — неактивными (показатель активности — 75,8 %, в 1999 году было 69,1 %). Из 157 активных работало 148 человек (81 мужчина и 67 женщин), безработных было 9 (1 мужчина и 8 женщин). Среди 50 неактивных 13 человек были учениками или студентами, 20 — пенсионерами, 17 были неактивными по другим причинам.